# Cirrospilus nigrifemur
Cirrospilus nigrifemur är en stekelart som beskrevs av Zhu, Lasalle och Huang 2002. Cirrospilus nigrifemur ingår i släktet Cirrospilus och familjen finglanssteklar. Inga underarter finns listade i Catalogue of Life.